# Kartlewo (powiat goleniowski)
Kartlewo (niem.: Kartlow, Kreis Cammin in Pommern) – wieś sołecka w Polsce położona w województwie zachodniopomorskim, w powiecie goleniowskim, w gminie Przybiernów.
W Kartlewie znajduje się pomnik poświęcony ofiarom I wojny światowej oraz kościół wzniesiony przez mieszkańców wsi. Na terenie Kartlewa są m.in. dwa zakłady przetwórstwa drewna.
W latach 1975–1998 miejscowość administracyjnie należała do województwa szczecińskiego.